# Thevenotia
Thevenotia là một chi thực vật có hoa trong họ Cúc (Asteraceae).

## Loài
Chi Thevenotia gồm các loài: